# Notariatskammer
Als Notariatskammer werden in Österreich die Standesvertretungen der Notare bezeichnet.
Sämtliche Mitglieder des Berufsstandes eines Bundeslandes bilden ein Notariatskollegium. Die Berufsangehörigen von Wien, Niederösterreich und Burgenland sowie von Tirol und Vorarlberg bilden jeweils ein gemeinsames Kollegium. Jedes Kollegium wählt in geheimer Wahl die Funktionäre der Notariatskammer. Jede der sechs Notariatskammern besteht aus dem Präsidenten sowie Notaren und Notariatskandidaten. Die Notariatskammern sind Körperschaften des öffentlichen Rechts. Ihre Aufgaben sind insbesondere die Aufsicht über die Geschäftsführung, die Disziplinaraufsicht und das vermittelnde Einschreiten bei Meinungsverschiedenheiten zwischen Notariaten und Klienten. Sie wirken bei der Besetzung von Notarstellen mit und pflegen die Beziehungen zu anderen Berufsorganisationen des In- und Auslands.
Die Österreichische Notariatskammer (ÖNK) hat ihren Sitz in Wien. Sie wird gebildet aus den Delegierten der sechs Notariatskammern, die den Präsidenten und den Ständigen Ausschuss wählen. Die ÖNK hat insbesondere die Befugnis, bindende Richtlinien für die Berufsausübung zu erlassen und vertritt die Angelegenheiten des Notariats.

## Präsidenten

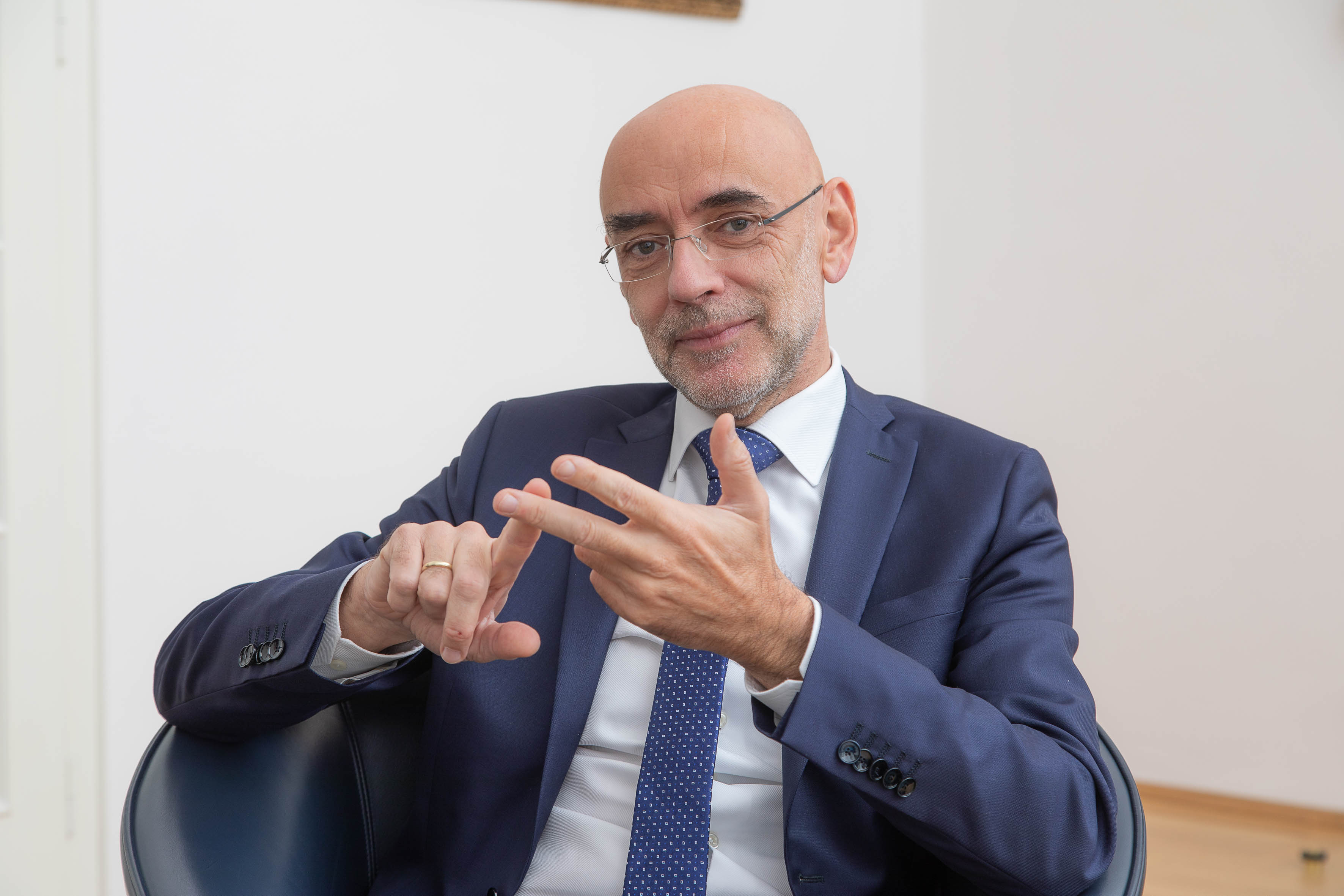
Michael Umfahrer, Präsident der Österreichischen Notariatskammer

| Präsidenten der Österreichischen Notariatskammer | Funktionsperiode  |
| Michael Umfahrer                                 | seit Oktober 2019 |
| Ludwig Bittner                                   | 2010 bis 2019     |
| Klaus Woschnak                                   | 2003 bis 2010     |
| Georg Weißmann                                   | 1991 bis 2003     |
| Nikolaus Michalek                                | 1989 bis 1990     |
| Kurt Wagner                                      | 1977 bis 1989     |

## Organisation auf Landesebene
In Österreich bestehen auf Landesebene folgende Notariatskammern:
- Notariatskammer Kärnten
- Notariatskammer Oberösterreich
- Notariatskammer Salzburg
- Notariatskammer Steiermark
- Notariatskammer Tirol und Vorarlberg
- Notariatskammer Wien, Niederösterreich und Burgenland

Im Bereich der Notariatskammern bilden jeweils alle Notare und Notariatskandidaten gemeinsam das Notariatskollegium, das regelmäßig zu Sitzungen zusammentritt. Die Notariatskollegien selbst, sowie auch die Gruppe der Notare und die Gruppe der Notariatskandidaten, sind jeweils Körperschaften des öffentlichen Rechts. Aufgaben der Gruppen sind die Vertretung der Standesinteressen und die Wahrung der Ehre und Würde des Standes. Das gesamte Notariatskollegium entscheidet über gemeinsame Angelegenheiten, wie dem Budget, die Beitragsordnung oder die Schaffung von Wohlfahrtseinrichtungen. Die Teilnahme an den Sitzungen ist für alle Mitglieder verpflichtend.
Das Notariatskollegium wählt jeweils die Notariatskammer. Die Notariatskammer besteht aus einem Notar als Präsidenten, sechs Notaren und drei Notariatskandidaten als Mitgliedern, die Notariatskammer Wien, Niederösterreich und Burgenland aus einem Notar als Präsidenten, zwölf Notaren und sechs Notariatskandidaten als Mitgliedern. Auch die Notariatskammern sind Körperschaften des öffentlichen Rechts.
Aufgaben der Notariatskammern sind die Führung der laufenden Geschäfte für die Notariatskollegien, die Mitwirkung an Verwaltungsaufgaben, die Mitwirkung an der Handhabung des Disziplinarrechts, die Mitwirkung bei der Besetzung von Notarstellen, die Abgabe von Gutachten über Fähigkeit und Verwendung von Notaren und Notariatskandidaten und die Schlichtung von Meinungsverschiedenheiten.

## Organisation auf Bundesebene
Auf Bundesebene besteht die Österreichische Notariatskammer. Diese setzt sich aus den Notariatskammern Österreichs zusammen und ist eine Körperschaft öffentlichen Rechts. Oberstes Organ der Österreichischen Notariatskammer ist der Delegiertentag, in den die einzelnen Notariatskammern Delegierte entsenden. Der Delegiertentag wählt den Präsidenten und einen Ständigen Ausschuss.
Die Österreichische Notariatskammer führt die Aufgaben, die über den örtlichen Wirkungsbereich der einzelnen Notariatskammern hinausgehen. Dazu gehören insbesondere
- die Begutachtung von Gesetzentwürfen,
- die Pflege der Beziehungen zu anderen Berufsorganisationen des In- und Auslandes mit gleichem oder ähnlichem Aufgabenbereich,
- die Beteiligung an Einrichtungen und Unternehmen, die geeignet sind, die Interessen des Notariats zu fördern, wie der Notartreuhandbank
- die Schaffung von Einrichtungen der Personenversicherung für die Angehörigen des Notariats,
- die Erlassung von verbindlichen Richtlinien für das Notariat in den in der Notariatsordnung bestimmten Fällen
- die Führung bestimmter Register, wie dem Österreichischen Zentralen Testamentsregister, dem Treuhandregister des österreichischen Notariats, dem Urkundenarchiv des österreichischen Notariats und dem Österreichischen Zentralen Vertretungsverzeichnis.

Für die Führung der Register bestehen besondere gesetzliche Vorschriften, so müssen Notare und Gerichte die bei ihnen hinterlegten Testamente in das Österreichische Zentrale Testamentsregister eintragen. Im Verlassenschaftsverfahren wird jeweils geprüft, ob vom Verstorbenen angefertigte Testamente im Register eingetragen sind.

## International
Die Österreichische Notariatskammer unterhält eine ständige Vertretung in Brüssel, um möglichst frühzeitig in europäische Gesetzgebungsvorhaben eingebunden zu werden. Gleichzeitig trägt ein regelmäßiger, frühzeitiger und zielgerechter Informationsfluss über EU-Vorhaben des Büros Brüssel an Österreichs Notare zur Verbesserung des notariellen Dienstleistungsangebots für Bürger und Unternehmen bei.
Mindestens 70 % der Wirtschaftsgesetzgebung in Österreich gehen heute auf Vorgaben der EU zurück. Bedeutende Gesetzgebungskompetenzen etwa im Bereich des Handels- und Gesellschaftsrechts, des Zivilverfahrensrechts und vermehrt auch des materiellen Zivilrechts verlagern sich von den nationalen Gesetzgebern nach Brüssel.
Durch die zunehmende Integration Europas, die Mobilität der Bürger und Unternehmen, verändert sich auch das Leistungsspektrum der österreichischen Notare.
Büro der Österreichischen Notariatskammer in Brüssel
B-1000 Bruxelles, Avenue de Cortenbergh 172 / Etage 7

### Das Aufgabengebiet in Brüssel
Die tief greifenden Auswirkungen in Folge des Beitritts Österreichs zur Europäischen Union in rechtspolitischer und wirtschaftlicher Hinsicht hat die Österreichische Notariatskammer (ÖNK) veranlasst, 1997 ein Büro in Brüssel zu eröffnen. Das Büro ist seitdem mit einem österreichischen Juristen ständig besetzt. 2010 wurde das Büro durch eine weitere Juristin und eine Projektmanagerin für die Umsetzung diverser, von der Kommission kofinanzierten Projekten verstärkt.
Eine ganz wesentliche Funktion des ÖNK-Repräsentanten in Brüssel ist die der Kontaktpflege zu politischen Entscheidungsträgern in Brüssel. Das sind im Wesentlichen die Kontakte zu den EU-Institutionen, aber auch zu diversen Interessensvertretungen, wie der Wirtschaftskammer Österreich, dem Österreichischen Rechtsanwaltskammertag, der SME-Union, dem deutschen Bundesverband der freien Berufe und vor allem zu Österreichs Vertretungsbehörden bei der EU. Die Vorbereitung der dem Präsidenten vorbehaltenen Entscheidungen wird im Wesentlichen in Abstimmung zwischen der Österreichischen Notariatskammer in Wien und ihrem Büro in Brüssel vorgenommen.
Von zentraler Bedeutung ist weiters die Vertretung der Interessen des österreichischen Notariats innerhalb des Rates der Notariate der Europäischen Union (CNUE), dem Dachverband der europäischen Notariatsorganisationen. Oft ist die Österreichische Notariatskammer mit der Ausarbeitung von CNUE-Positionen betraut. Hier kommt dem ÖNK-Vertreter in Brüssel eine koordinierende Rolle zu. Die Österreichische Notariatskammer wird in der Konferenz der Notariate der Europäischen Union durch ihren Präsidenten Ludwig Bittner vertreten. CNUE Präsident 2011 ist der Wiener Notar Rudolf Kaindl.
Kommuniziert werden europäische Themen vom Brüsseler Büro über das interne Kammerrundschreiben für Notare und Notariatskandidaten sowie über die Zeitschrift des österreichischen Notariats „Nota Bene“, die zweimonatlich erscheint, schließlich über die Homepage www.notar.at.
Schwerpunkte stellen folgende Themen für das österreichische Notariat in Brüssel dar: Europäischer Rechtsraum in Zivilsachen, Europäisches Gesellschaftsrecht (Aktionsplan) und Unternehmenspolitik für KMU, Europäische Charta für Kleinunternehmen, Aktionsplan Unternehmergeist, Europäisches Vertragsrecht, Binnenmarktpolitik für Dienstleistungen, Wettbewerbspolitik bei freien Berufen, Aktionsplan eEurope, Verbraucherschutzpolitik.
Die Ergebnisse dieser Tätigkeiten fließen in die langfristige Aus- und Fortbildung der Notare und Notariatskandidaten ein und werden in der Produkt- und Dienstleistungsentwicklung der Österreichischen Notariatskammer berücksichtigt.
Das Büro der Österreichischen Notariatskammer versteht sich auch als Servicestelle zu Beantwortung von Anfragen der österreichischen Notare und Notariatskandidaten aber auch von Bürgern (z. B. Österreicher, die in Belgien leben).

### Conseil des Notariats de l´Union Européenne
Die Österreichische Notariatskammer ist seit dem EU-Beitritt Österreichs am 1. Januar 1995 Mitglied des Rates der Notariate der Europäischen Union (CNUE) und wird dort durch ihren Präsidenten vertreten. Der CNUE vertritt das Notariat bei den europäischen Institutionen und ist das politische Organ der Notare auf europäischer Ebene.
Der Rat der Notariate der Europäischen Union (CNUE) ist die europäische Dachorganisation der nationalen Standesvertretungen des Notariats. Mitglieder sind Organisationen der Notariate aus 22 EU-Mitgliedsländern. Die Türkische Notariatskammer genießt Beobachterstatus. Der CNUE verfügt über ein permanentes Büro in Brüssel.
Der CNUE entwickelt die Positionen des Notariats auf EU-Ebene, stimmt die Standpunkte seiner Mitgliedsnotariate aufeinander ab und vertritt diese gegenüber den europäischen Institutionen.
Das österreichische Notariat hatte seit Bestehen des CNUE drei Mal den Vorsitz übertragen erhalten. Zuletzt hatte der Wiener Notar Rudolf Kaindl im Jahr 2011 das Amt des CNUE-Präsidenten inne. Zuvor übte 2007 der Präsident der Österreichischen Notariatskammer Klaus Woschnak die Präsidentschaft des CNUE aus. Im Jahre 2000 nahm diese Aufgabe der damalige Präsident der Österreichischen Notariatskammer Georg Weißmann wahr.

### CCEN – Cooperation of Central European Civil Law Notaries
Die Österreichische Notariatskammer kooperiert eng mit den Notariatsorganisationen der Länder Mittel- und Osteuropas innerhalb der Initiative mitteleuropäischer Notariate (Cooperation of Central European Civil Law Notaries).
Dieser Initiative gehören die Notariate Kroatiens, der Slowakei, Sloweniens, der Tschechischen Republik, Ungarns und Österreichs an. Ziel ist es hier, einerseits auf technischer Ebene eng zusammenzuarbeiten und andererseits im Zuge des EU-Beitritts der meisten genannten Staaten die Sacharbeit zu unterstützen.

### Die Internationale Notariatsunion (UINL)
In mehr als 100 Staaten auf allen Kontinenten haben Notare besondere Zuständigkeiten für die Beurkundung und Beglaubigung von Rechtsgeschäften, Rechtserklärungen und rechtlich besonders bedeutsamen Vorgängen. Diese notariellen Urkunden haben besondere Glaubwürdigkeit und Beweiswirkung. Zu diesem Zweck ist den Notaren von den Staaten ein Teil ihrer staatlichen Urkundengewalt übertragen. Deshalb stehen die „öffentlichen“ Urkunden dieser Notare den Urkunden von staatlichen Gerichten und Behörden gleich.
Staaten mit diesem Notariatssystem (seiner Herkunft nach auch als „lateinisches Notariat“ oder „öffentliches Notariat“ bezeichnet) ist die Sicherheit im Rechtsverkehr der Bürger und der Unternehmen ein besonderes Anliegen.
Mitglieder aus 4 Kontinenten
Die Notariatsorganisationen von 87 Staaten aus Europa, Amerika, Asien und Afrika sind derzeit Mitglieder der Internationalen Notariatsunion (UINL) mit Sitz in Buenos Aires (Argentinien) und der Verwaltung in Rom (Italien). Für die Mitgliedschaft in der UINL ist die Ausstattung der Notare dieser Staaten mit öffentlicher Urkundengewalt, also einem Teil der souveränen Staatsgewalt Voraussetzung. Häufig sind diesen Notaren auch andere hoheitliche Zuständigkeiten des Staates übertragen, z. B. gerichtliche Aufgaben wie Verlassenschaftsverfahren oder Feilbietung von Immobilien.
In manchen Staaten gibt es ebenfalls Notariate, denen aber nicht hoheitliche Aufgaben des Staates zum Schutz des Rechtsverkehrs übertragen sind. Deren Urkunden sind keine öffentlichen Urkunden und haben daher keine andere Beweiswirkung wie andere Privaturkunden auch. Die Berufsvereinigungen dieser Notare können deshalb nicht Mitglieder der Internationalen Notariatsunion sein.
Die Internationale Notariatsunion (UINL) wurde am 2. Oktober 1948 in Buenos Aires als internationale Vereinigung gegründet. Ihr Ziel ist es, die Tätigkeit der öffentlichen Notare auf internationaler Ebene zu fördern, zu vereinheitlichen und weiterzuentwickeln. Damit sollen hoheitliche Urkundenkompetenz, Unabhängigkeit und Unparteilichkeit der öffentlichen Notare für den besseren Dienst an Bürgern und Unternehmen gesichert sowie Rechtssicherheit und Vertragsfreiheit gefördert werden.
Die Internationale Notariatsunion (UINL) arbeitet mit nationalen und internationalen Organisationen zusammen und fördert die Forschung in den Rechtsbereichen notarieller Tätigkeit. Sie arbeitet für die Einrichtung öffentlicher Notare in Staaten, die das lateinische Notariatssystem nicht kennen und wirbt für die Grundsätze, die das lateinische Notariat kennzeichnen.

## Versorgungsanstalt des österreichischen Notariates
Die Versorgungsanstalt des österreichischen Notariates (VAN) ist eine eigenständige berufsständische Versorgungseinrichtung für das österreichische Notariat. Sie trifft Vorsorge für Notare und Notariatskandidaten sowie deren Hinterbliebenen für die Fälle des Alters, der Berufsunfähigkeit und des Todes und sie ist im Notarversorgungsgesetz – NVG 2020 (Art. 8 Sozialversicherungs-Organisationsgesetz – SV-OG, BGBl I 100/2018) geregelt. Die Versorgungsanstalt des österreichischen Notariates ist eine Körperschaft öffentlichen Rechts mit eigener Rechtspersönlichkeit und unterliegt der Aufsicht des Bundesministers für Soziales, Gesundheit, Pflege und Konsumentenschutz.